# Abraham Brueghel
Abraham Brueghel (28. november 1631 – 1690) var en flamsk maler fra den berømte Brueghel-familie. Han var søn af Jan Brueghel den Yngre, barnebarn af Jan Brueghel den ældre og oldebarn af Pieter Brueghel den ældre.
Abraham Brueghel blev født i Antwerpen, hvor han voksede op. I 1649 flyttede han til Sicilien for at arbejde for Prins Antonio Ruffo. 10 år senere flyttede han til Rom, hvor han kort efter giftede sig med en italiensk kvinde. Han flyttede nogle år senere til Napoli, hvor han boede indtil sin død i 1690.